# Dwór w Stolarzowicach
Dwór w Stolarzowicach – dwór z XVIII wieku w Bytomiu, w dzielnicy Stolarzowice, przebudowany w 1945 roku, wpisany do rejestru zabytków nieruchomych województwa śląskiego.

## Historia
Budynek pochodzi z XVIII wieku. Służył jako siedziba administratorów i dzierżawców stolarzowickiego majątku. 
W 1945 roku dwór przekształcono w wielorodzinny budynek mieszkalny, cechy stylowe uległy zatarciu. Dwór wraz z otoczeniem został w 1966 roku wpisany do wojewódzkiego rejestru zabytków nieruchomych.

## Architektura
Dwór pierwotnie wzniesiono w stylu barokowym, był on jednak kilkukrotnie przebudowywany. Bryła została mocno przekształcona m.in. poprzez dostawienie dobudówek.
Budynek murowany, ma dwie kondygnacje, został nakryty dachem dwuspadowym. Wejście z gankiem, nad którym znajduje się współczesny taras. Wokół budynku znajduje się mały ogród oraz dworskie zabudowania, w tym spichlerz, obora i kuźnia.